# La Aldea del Obispo
La Aldea del Obispo è un comune spagnolo di 363 abitanti situato nella comunità autonoma dell'Estremadura.